# 堺市立向丘小学校
堺市立向丘小学校（さかいしりつ むこうがおか しょうがっこう）は、大阪府堺市西区上野芝向ヶ丘町にある公立小学校。

## 沿革
堺市立津久野小学校の学校規模が過大となってきたため、従来の同校の校区を分離して、1962年に開校した。
- 1962年4月 - 堺市立向丘小学校として開校。
- 1978年4月 - 堺市立家原寺小学校を分離。

## 通学区域
- 堺市西区 上野芝向ヶ丘町、北条町。

卒業生は堺市立上野芝中学校に進学する。

## 交通
- 阪和線 津久野駅 東へ約1000m、上野芝駅 南へ約1100m。